# Хусанов Шерзод Алімович
Хусанов Шерзод Алімович (27 січня 1980, Фергана, Узбецька Радянська Соціалістична Республіка) — узбецький професійний боксер, призер чемпіонатів світу, чемпіонату Азії та Азійських ігор.

## Аматорська кар'єра
2000 року Шерзод Хусанов ввійшов до складу збірної Узбекистану і отримав путівку на Олімпійські ігри в Сіднеї, на яких переміг Бабака Могімі (Іран), а в 1/8 фіналу програв Віталію Грушаку (Молдова).
На чемпіонаті світу 2001 здобув три перемоги, а в півфіналі достроково програв Лоренсо Арагон (Куба).
2002 року отримав бронзову медаль на чемпіонаті Азії, а потім на Азійських іграх, на яких програв в півфіналі Сергію Ричко (Казахстан).
На чемпіонаті світу 2003 Хусанов завоював срібну медаль.
- В 1/16 фіналу переміг Ксав'є Ноеля (Франція) — 28-19
- В 1/8 фіналу переміг Реджиса Гомеса (Індонезія) — RSCO 3
- В чвертьфіналі переміг Бахтіяра Артаєва (Казахстан) — 18-14
- В півфіналі переміг Руслана Хаїрова (Азербайджан) — 29-6
- У фіналі програв Лоренсо Арагон (Куба) — 9-17

На чемпіонаті Азії 2004 Хусанов, програвши в фіналі Кім Чон Джу (Південна Корея), завоював срібну медаль і кваліфікувався на Олімпійські ігри в Афінах. На Олімпіаді він вибув з боротьби за медалі в чвертьфіналі.
- В 1/16 фіналу переміг Хуана Карлос Прада (Венесуела) — 32-20
- В 1/8 фіналу переміг Бюлента Улусой (Туреччина) — 23-9
- В чвертьфіналі програв Олегу Саїтову (Росія) — 14-22

## Професіональна кар'єра
6 січня 2007 року дебютував на професійному рингу. Бої проводив переважно в Узбекистані і Росії.